# Jan Rogowski (podpułkownik)
Jan Rogowski (ur. 26 listopada 1891 w Lublinie, zm. 4 lutego 1959 w Gdańsku) – podpułkownik piechoty Wojska Polskiego, działacz niepodległościowy, kawaler Orderu Virtuti Militari.

## Życiorys
Urodził się 26 listopada 1891 w Lublinie, w rodzinie Marcina i Marii z Bartnickich. W 1903 rozpoczął naukę w państwowym gimnazjum w Chełmie.
Do Wojska Polskiego został przyjęty z byłych Korpusów Wschodnich i byłej armii rosyjskiej z zatwierdzeniem posiadanego stopnia kapitana. Od 1921 pełnił służbę w 30 Pułku Strzelców Kaniowskich w Warszawie. 3 maja 1922 został zweryfikowany w stopniu kapitana ze starszeństwem z 1 czerwca 1919 i 633. lokatą w korpusie oficerów piechoty. W lipcu tego roku został zatwierdzony na stanowisku pełniącego obowiązki dowódcy batalionu. W następnym roku pełnił obowiązki dowódcy batalionu sztabowego, a w kolejnym obowiązki kwatermistrza. 1 grudnia 1924 został mianowany majorem ze starszeństwem z 15 sierpnia 1924 i 203. lokatą w korpusie oficerów piechoty. W styczniu 1927 został przeniesiony do 37 Pułku Piechoty w Kutnie na stanowisko dowódcy II batalionu. W kwietniu 1928, w związku z likwidacją II baonu, został przesunięty na stanowisko dowódcy I batalionu, a w lipcu 1929 przesunięty na stanowisko kwatermistrza. W lutym 1931 został przeniesiony do Korpusu Ochrony Pogranicza na stanowisko dowódcy Batalionu KOP „Snów”. W maju 1933 został przeniesiony z KOP do 74 Pułku Piechoty w Lublińcu na stanowisko dowódcy batalionu. 27 czerwca 1935 został mianowany podpułkownikiem ze starszeństwem z 1 stycznia 1935 i 12. lokatą w korpusie oficerów piechoty. W lipcu tego roku został przeniesiony do 60 Pułku Piechoty w Ostrowie Wielkopolskim na stanowisko zastępcy dowódcy pułku.
Został pochowany na cmentarzu św. Franciszka w Gdańsku.

## Ordery i odznaczenia
- Krzyż Srebrny Orderu Wojskowego Virtuti Militari nr 5201 – 28 lutego 1922[22][3][23]
- Krzyż Walecznych[23]
- Medal Niepodległości – 23 grudnia 1933 „za pracę w dziele odzyskania niepodległości”[24][25]
- Srebrny Krzyż Zasługi – 15 sierpnia 1924 „za pełną poświęcenia i z narażeniem życia niesioną pomoc ofiarom wybuchu w Cytadeli warszawskiej w dniu 13 października 1923 r. oraz ratowanie zagrożonego mienia państwowego”[26][27]
- Medal Pamiątkowy za Wojnę 1918–1921[28]
- Medal Dziesięciolecia Odzyskanej Niepodległości[28]
- Odznaka za Rany i Kontuzje z jedną gwiazdką[29]
- Państwowa Odznaka Sportowa[30]
- Krzyż Oficerski Orderu Korony Rumunii[28] – zezwolenie 1923[31]
- Medal Zwycięstwa[28]